# Michel Corbasson
Michel Corbasson (París, 1930) es un ingeniero forestal y botánico francés.

## Biografía
Trabajó profesionalmente en Nueva Caledonia, llegando en 1954, al Instituto Forestal Tropical, con la misión de regular la explotación, caótica, de los bosques Pebble. Se necesitaron años antes de convencer a la población de la importancia de mantener fracciones de bosque seco en la Capital. Allí fundó en 1972, el Parque zoológico y forestal Michel-Corbasson, llamado también Parque forestal.

### Algunas publicaciones
- b. Sougoufara, e. Duhoux, m. Corbasson, y.r. Dommergues. 1987. Improvement of nitrogen fixation by Casuarina equisetifolia through clonal selection. Arid soil res. & rehabilitation 1: 129-132

## Honores
- Diez años más tarde, el 24 de septiembre de 1972, el parque abrió sus puertas al público. Fue bautizado Zoológico y Parque Forestal Michel Corbasson, el 9 de mayo de 1977, en honor del exdirector del Departamento de Asuntos Hídricos y Silvicultura de Nueva Caledonia, creador[6]

### Eponimia
Género
- (Sapotaceae) Corbassona Aubrév.[7]

Especies
- (Araucariaceae) Agathis corbassonii de Laub.[8]

- (Blechnaceae) Blechnum corbassonii Brownlie[9]
- La abreviatura «Corbasson» se emplea para indicar a Michel Corbasson como autoridad en la descripción y clasificación científica de los vegetales.[10]